# Chondrodactylus angulifer
Chondrodactylus angulifer là một loài thằn lằn trong họ Gekkonidae. Loài này được Peters mô tả khoa học đầu tiên năm 1870.

## Hình ảnh

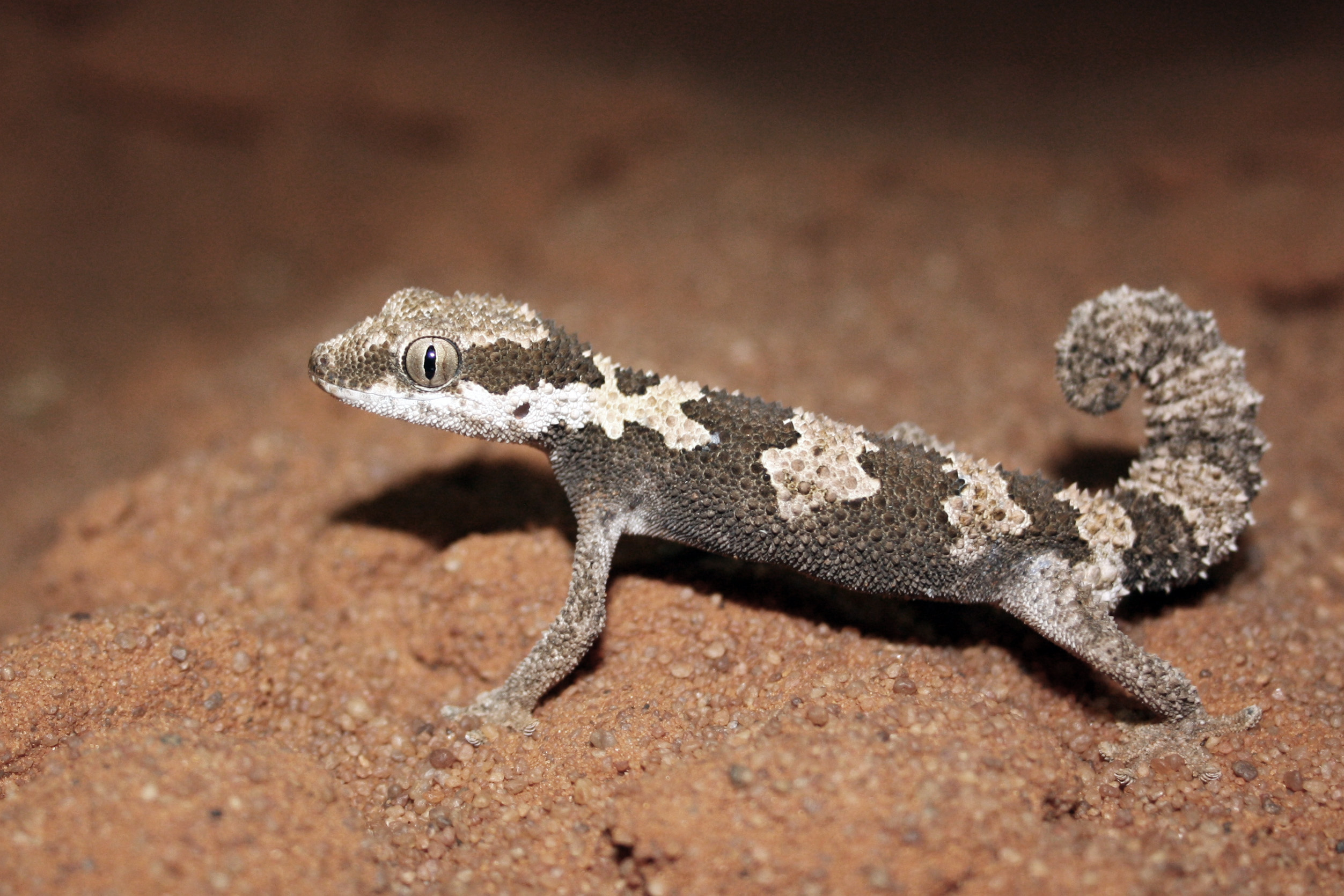